# Hermano da Silva Ramos
Hermano João da Silva Ramos, detto Nano (Parigi, 7 dicembre 1925), è un ex pilota automobilistico brasiliano con cittadinanza francese.
Il 6 settembre 2024, con la morte di Paul Goldsmith, è diventato il nuovo decano della Formula 1.

## Carriera

### Gli inizi
Nato a Parigi da padre brasiliano e madre francese, Hermano Da Silva Ramos fece il proprio debutto nel mondo dell'automobilismo a 21 anni, in occasione del Gran Premio di Interlagos. Il suo impegno divenne continuativo, però, solamente a partire dal 1953, quando cominciò a prendere parte a gare per vetture sport in Francia. Nello stesso periodo ebbe modo di conoscere Harry Schell e, soprattutto, Alfonso De Portago, a cui fece nascere la passione delle corse e con cui strinse amicizia.
Nel 1954, intanto, cominciò a cogliere i suoi primi risultati, tra cui un secondo posto alla Coupe de Paris e partecipò, in coppia con Jean-Paul Colas alla 24 Ore di Le Mans. L'anno seguente, a bordo di una Gordini 43, dopo aver preso parte ad alcune gare in Nord Africa, vinse una gara a Montlhéry e giunse quarto alla Bol d'or, dopo aver condotto per sei ore la corsa.

### Formula 1
La sua prestazione colpì Amédée Gordini, che decise di assumerlo nella sua scuderia. Ebbe quindi occasione di debuttare in Formula 1 al Gran Premio d'Olanda, che concluse all'ottavo posto. L'anno seguente ottenne poi i suoi unici punti mondiali, conquistando un quinto posto a Monaco.
I problemi economici che affliggevano la Gordini, però, fecero sì che nel 1957 partecipasse solamente a due gare fuori campionato, dopodiché chiuse la sua carriera nella massima formula, se si escludono alcune partecipazioni, sempre a corse extra campionato nel 1959, per dedicarsi soprattutto a gare con vetture sport.